# Sexualitat vegetal

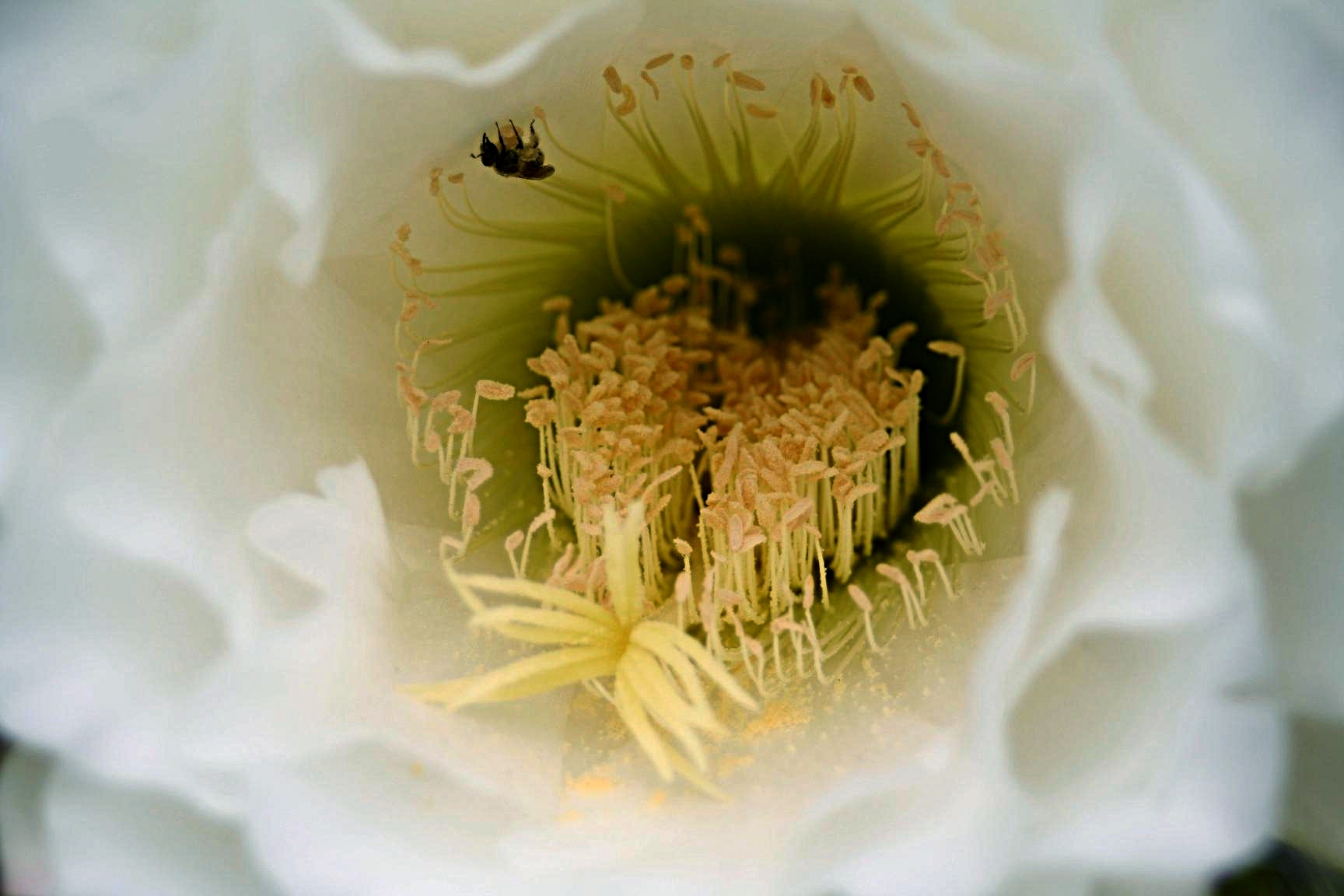
Flor d’Echinopsis spachiana mostrant els dos carpels i els estams.

La sexualitat de les plantes cobreix l’àmplia varietat de sistemes de reproducció sexual que es troben en el regne vegetal. Aquest article descriu els aspectes morfològics de la reproducció sexual en les plantes.
Entre tots els organismes vius, les flors, les quals són l'estructura reproductiva de les angiospermes, són les més físicament variades i mostren la major diversitat de mètodes de reproducció de tots els sistemes biològics.
Carl von Linné (1735 i 1753) proposà un sistema de classificació de les plantes amb flors basat en l'estructura de les plantes, com que les plantes empren moltes adaptacions morfològiques diferents que impliquen la reproducció sexual, les flors tenen un paper important en aquell sistema de classificació. Més tard Christian Konrad Sprengel (1793) estudià la sexualitat de les plantes i en digué el "secret revelat de la natura" i per primera vegada es va comprendre que el procés de la pol·linització implica ambdues interaccions, la biòtica i l'abiòtic (les teories de Charles Darwin de la selecció natural van fer servir aquest treball per promoure la idea d’evolució). Les plantes que no tenen flors (algues verdes, molses, Marchantiophyta, Hepàtiques banyudes, falgueres i gimnospermess com les coníferes) també tenen interaccions complexes entre la seva adaptació morfològica i els factors mediambientals en la seva reproducció sexual. La manera com l'esperma d'una planta fertilitza l’òvul d'una altra és el determinant de l'estructura d’aparellament de les poblacions que no són clonals La morfologia de les parts de les flors i la seva disposició en la planta controla la quantitat i distribució de la variació genètica, un element central en el procés evolutiu.

## Terminologia
Les flors de les angiospermes són brots determinats que tenen esporofil·les. Les parts de la flor inclouen els sèpals, pètals, estams i carpels. Com a grup els sèpals formen el calze i en grup els pètals formen la corol·la, la corol·la i el calze junts formen el periant. En les flors en les quals no es distingeix el calze i la corol·la, les unitats individuals s'anomenen "tèpals". Els estams col·lectivament s'anomenen androceu i els carpels col·lectivament s'anomenen gineceu.
La complexitat dels sistemes i aparells emprats per les plantes per aconseguir la reproducció sexual ha donat com a resultat que es facin servir nombrosos termes per descriure les estructures físiques i les estratègies funcionals. Dellaporta i Calderon-Urrea (1993) llisten i defineixen una gran varietat de termes usats per descriure les maneres de la sexualitat a diferents nivells en les plantes amb flors. Aquesta llista es reprodueix aquí, generalizada per encabir també les plantes sense flors i expandida per incloure altres termes i definicions més completes.

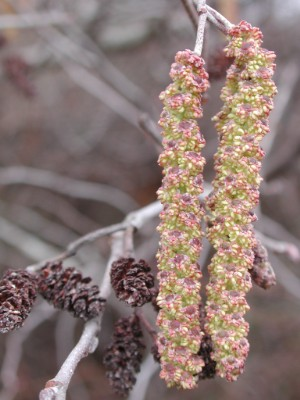
El bedoll és monoic, aquí es veu l'ament masculí

### Flor
- Les flors bisexuals o perfectes tenen ambdues estructures l'androceu masculí i el gineceu femení, incloent-hi estams, carpels, i un ovari. Les flors que contenen tots dos androceu i gineceu es diuen andrògines o hermafrodites. Exemples de plantes amb flors bisexuals inclouen la rosa, i moltes plantes amb grans flors vistoses, però una flor perfecta no ha de tenir obligatòriament pètals o sèpals. Altres termes molt usats són monoclini i sinoeci. Una flor completa és una flor perfecta amb pètals i sèpals.
- Unisexual: és una estructura reproductiva ja sigui funcionalment mascle o funcionalment femella. En les angiospermes a aquesta condició se'n diu diclina, imperfecta, o incompleta.

### Sexualitat vegetal individual
Moltes plantes tenen flors completes que tenen les dues parts masculina i femenina, altres només tenen la part masculina o la femenina i a més hi ha plantes que tenen en la mateixa flor una mescla de flors masculines i femenines. Fins i tot algunes plantes tenen mescles que inclouen els tres tipus de flors, mentre que algunes flors són només masculines, algunes són només femenines i algunes són a la vegada masculines i femenines. S'ha de fer una distinció entre la disposició de les parts sexuals i l'expressió de la sexualitat en plantes individuals enfront de la població de les plantes. Algunes plantes també experimenten el que es diu “canvi de sexe” (Sex-switching) com en Arisaema triphyllum aquesta planta expressa diferències sexuals a diversos estadis del seu creixement. En algunes petites plantes del gènere Arum es produeixen totalment o majoritàriament flors masculines i quan les plantes creixen més se substitueixen per flors femenines en la mateixa planta. Així Arisaema triphyllum cobreix una multitud de condicions sexuals al llarg de la seva vida, des de les plantes juvenils que no són sexuals a plantes joves que són totes masculines, en créixer més hi ha una mescla de flors masculines i femenines i finalment plantes grosses que tenen principalment flors femenines. Altres poblacions de plantes tenen plantes que produeixen més flors masculines al principi de l’any, i a mesura que les plantes floreixen més tard en l'estació de creixement produeixen més flors femenines. En plantes com Thalictrum dioicum totes les plantes de l'espècie són o bé mascles o bé femelles.
Es fan servir termes específics per descriure l'expressió sexual de plantes individuals dins una població.
- Hermafrodita, una planta que només té unitats reproductives bisexuals (flors, pinyes de coníferes, o estructures funcionalment equivalents). En terminologia d'angiospermes un sinònim és monoclina del grec "un llit".
- Monoècia, un peu de planta que té a la vegada unitats reproductives masculines i femenines (flors, cons de conífera, o estructures funcionalment equivalents) el terme deriva del grec "una sola casa". Els individus que porten a la vegada flors separades d'ambdós sexes es diu que són monoics simultanis o sincrònics. Els individus que porten flors d'un sexe en un període es diuen monoecis consecutivament; les plantes poden tenir primer flors d'un sol sexe i més tard tenir flors de l'altre sexe. Laprotàndria descriu els individus que primer funcionen com a mascles i després es canvien a femelles; la protogínia descriu els individus que primer tenen la funció femella i després canvien a mascles.
- Dioècia es refereix a una població d e plantes que tenen plantes mascles i femelles en peus de plantes separats. És a dir que cap planta individual dins la població produeix a la vegada microgametòfits (pol·len) i megagametòfits (òvuls); les plantes individuals o bé són mascles o bé femelles.[5] El terme deriva del grec: "dues cases". [Les plantes iIndividuals no s'haurien de dir dioiques (però això es fa de forma corrent), ja que elles o bé són gionoiques (plantes femelles) o andoiques (plantes mascles).]
  - Androiques, són plantes que només produeixen flors masculines, produeixen pol·len però no llavors, les plantes mascles d'una població dioica.
  - Ginoiques, són les plantes que només produeixen flors femenines, produeixen llavors però no pol·len, aón les femelles d'una població dioica. En algunes poblacions de plantes, tots els individus són gionics amb reproducció no sexual que es fan servir per produir la generació següent.
- Subdioica, és una tendència en algunes poblacions de plantes dioiques de produir individus que no són clarament mascles ni femelles. Aquesta població produeix normalment plantes mascles o femelles però algunes poden ser monoiques, hermafrodites o moniques/hermafrodites amb plantes que tenen flors perfectes, flors imperfectes mascles i flors imperfectes femelles o una combinació d’aquestes, com flors perfectes i femelles. Les flors poden ser en algun estadi purament mascles i femelles, amb flors femelles que retenen òrgans masculins no funcionals o viceversa. Aquesta condició es creu que representa una transició entre hermafroditisme i dioècia.[6][7]
  - Ginomonica a la vegada té estructures hermafrodites i femenines.
  - Andromonoica a la vegada té estructures hermafrodites i masculines.
  - Subandroècica majoritàriament té flors masculines amb unes poques flors masculines o flors hermafrodites.
  - Subginoècica la majoria de les seves flors són femenines, amb unes poques flors masculines o femenines.
- Poliígama, plantes amb flors mascles, femelles i perfectes (hermafrodites) en la mateixa planta, anomenades plantes trimonoèciques o poligamononòiques, (vegeu la següent secció per les poblacions de plantes).[8] Una inflorescència polígama té a la vegada flors unisexuals i bisexuals.[9]
  - La forma floral Trimonoica (polígama) - mascle, femella, i hermafrodita apareixen en la mateixa planta.
- Diclínies ("dos llits"), un terme per les angiospermes, inclou totes les espècies amb flors unisexuals, però particularment aquelles amb només flors unisexuals, és a dir. les espècies monoiques i dioiques.

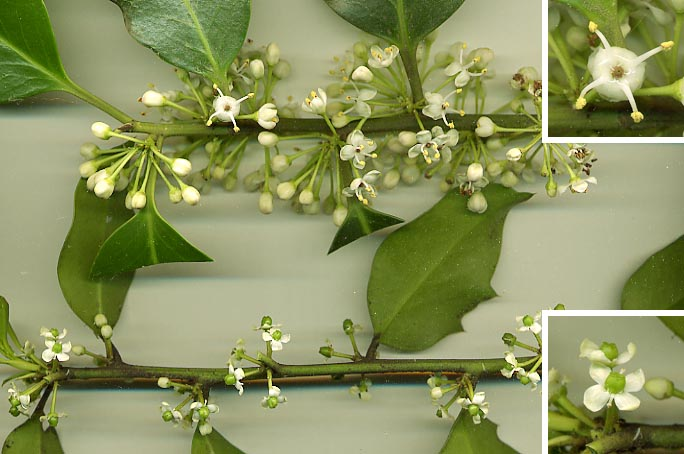
El Grèvol (Ilex aquifolium) és dioic: (dalt) un brot amb flors d'una planta mascle; (dalt a la dreta) flor mascle engrandida, mostrant estams amb pol·len i un estigma reduït; (sota) brot d'una planta femella amb flors; (sota ala dreta) flor femella engrandida, mostrant l'estigma i uns estams reduïts, estèrils i sense pol·len

### Població de plantes
Més sovint les plantes mostren una expressió sexual uniforme en les poblacions o en les espècies i es fan servir termes amplis i específics per a descriure la ‘expressió sexual de les poblacions o les espècies.
- Hermafrodites, són les plantes les flors de les quals tenen parts mascles i femella a la vegada.
- Monoiques (que significa "una casa" en grec) són les plantes que tenen flors masculines i femenines separades en la mateixa planta. Una població de plantes on els òrgans masculins i femenins es troben en diferents flors de la mateixa planta. Sovint aquestes plantes són pol·linitzades pel vent. Entre els exemples hi ha el blat de moro,[10] els bedolls i els pins, i la majoria d’espècies de figueres.[11]
- Dioiques (que significa "dues cases" en grec), són totes les plantes que, o bé són mascles o bé femelles. El grèvol americà (Ilex opaca) és un exemple.
- Androdioiques, hi són presents les plantes mascles si hermafrodites.
- Ginodioiques, estan presents plantes femelles i hermafrodites. En algunes plantes, les plantes estrictament femenines es produeixen per degeneració del tapetum, una estructura de l'antera de la flor on es formen les cèl·lules del pol·len,[12]
- Ginoiques les plantes d'una població són totes femelles, sovint regulades per factors mediambientals com la temperatura, fotoperíode o disponibilitat d'aigua.
- Polígames, on hi ha una mescla de plantes unisexuals i hermafrodites en la població natural.[13]
  - Subdioiques, població de plantes unisexuals dioiques) i també amb individus monoics.[14]
  - Trioèciques, de vegades es fa servir aquest terme, en lloc de subdioiques, quan les plantes mascles, femelles i hermafrodites estam més equitativament mesclades en una mateixa població.
- Poligamodioiques, que tenen en algunes plantes flors mascles o bisexuals, i en altres plantes flors bisexuals o femelles.[15]

Al voltant d'un 11% de totes les angiospermes són estrictament dioiques o monoiques. Les formes intermèdies de dimorfisme sexual incloent ginodioècia i androdioècia, representen el 7% de les espècies examinades en una investigació sobre 120.000 espècies de plantes. En la mateixa investigació, el 10% de les espècies contenen a la vegada flors unisexuals i bisexuals.
La majoria de les espècies de plantes fan servir l'al·logàmia, també anomenada pol·linització creuada, per a reproduir-se. Moltes plantes són autofèrtils i la part mascle pot pol·linitzar la part femenina de la mateixa flor i/o de la mateixa planta. Algunes plantes utilitzen un mètode anomenat autoincompatibilitat per promoure l'heterogàmia (pol·linització a l'exterior). En aquestes plantes els òrgans masculins no poden fertilitzar les parts femenines de la mateixa planta. Altes plantes produeixen flors mascles i femelles en diferents èpoques per promoure l'heterogàmia.
La dicogàmia és comuna en les plantes amb flors, i ocorre quan les flors bisexuades (perfectes), o de vegades tota la planta, produeixen pol·len quan els estigmes de les mateixes flors no són receptius al pol·len. Això promou l'heterogàmia limitant el que es coneix com a autopol·linització. Aquestes plantes es diuen dicògames. Algunes plantes tenen flors bisexuades però el pol·len es produeix abans que l'estigma de la mateixa flor sigui receptiu al pol·len, aquestes es descriuen com flors amb protàndria; de manera similar la, protogínia descriu les flors que tenen estigmes que apareixen abans que la mateixa flor o planta alliberi el seu pol·len.

## Morfologia floral
Espècies com el freixe (Fraxinus excelsior L.), demostren el rang possible de variació de morfologia i funvcionalitat de les flors dins un gènere de plantes. Les flors del freixe es pol·linitzen pel vent i no tenen pètals ni sèpals. Estructuralment les seves flors poden ser mascles femelles o hermafrodites i consten de dues anteres i un ovari. La flor masculina del freixe pot ser morfològicament mascle o hermafrodita, amb anteres en un ginoeci rudimentari. Les flors del freixe poden ser també morfològicament femelles o hermafrodites i funcionalment femelles.
Les asteràcies o compostes amb unes 22.000 espècies, tenen inflorescències molt modificades recollides en capítols de moltes flors individuals que s’anomenen flòsculs. Els capítols florals amb flòsculs d'un sexe, quan les flors són pistilades o funcionalment estaminades o constituïdes per flòsculs bisexuals, s’anomenen homògams i poden incloure tipus de capítols discoides i liguliflors. Alguns capítols radiats també poden ser homògams. Les plantes asteràcies que tenen flòsculs de dues o més formes sexuals s’anomene heterògames i inclouen les formes de capítols radiats i discoforme però alguns capítols radiats també poden ser heterògams.

## Evolució

### Angiospermes
Es creu que les plantes amb flors van evolucionar des d'un ancestre comú hermafrodita, i que la dioècia evolucionà de l’hermafroditisme. L’hermafroditisme és molt comú en les plantes amb flors; un 85% són hermafrodites, mentre que només el 6-7% són dioiques i el 5-6% són monoiques.
Hi ha un alt grau de correlació (però lluny de ser total) entre les plantes dioiques i subdioiques i les plantes que es dispersen pels ocells (tant de fruit en nou con en baies). S’ha plantejat la hipòtesi que la concentració dels fruits en la meitat de les plantes d'una població incrementa l'eficàcia de la dispersió pels ocells. Altres correlacions amb la dioècia inclouen la distribució tropical, el ser plantes llenyoses, les plantes perennes, els fruits carnosos i les flors petites i verdes.
Els reguladors del creixement de les plantes es poden usar per alterar la flor i la sexualitat de les plantes. En el cas dels cogombres es fa servir l'etefon per retardar l’aparició de flors amb estams i transformar línies de cogombres monoics en línies amb flors femenines (pistilades) que produeixen els fruits. La giberelina incrementa en canvi les flors mascles en les plantes dels cogombres. Les citoquinines s’han usat en raïm que tenen pistils subdesenvolupats per produir òrgans femenins funcionals i formar llavors.